# Octaviano Márquez y Tóriz
Octaviano Márquez y Tóriz (* 22. März 1904 in Tlaxcala, Mexiko; † 24. September 1975) war Erzbischof von Puebla de los Ángeles.

## Leben
Octaviano Márquez y Tóriz empfing am 31. Oktober 1926 das Sakrament der Priesterweihe.
Am 14. Dezember 1950 ernannte ihn Papst Pius XII. zum Erzbischof von Puebla de los Ángeles. Der Erzbischof von Morelia, Luis María Altamirano y Bulnes, spendete ihm am 3. Februar 1951 die Bischofsweihe; Mitkonsekratoren waren der Bischof von Chiapas, Lucio Torreblanca y Tapia, und der Bischof von Cuernavaca, Alfonso Espino y Silva.
Erzbischof Márquez war Konzilsvater des Zweiten Vatikanischen Konzils. Dabei beteiligte er sich unter anderem an der Erarbeitung des Dekretes Christus Dominus, ebenso an den Beratungen zur Konstitution Lumen gentium.